# Tamarin-leu auriu
Maimuța leu roșcată, numită și tamarin leu ('Leontopithecus rosalia') este o maimuță întâlnită în special în sud-estul Braziliei.
Această specie este sensibilă la expunerea directă la razele de soare, în zilele de caniculă se adăpostește la umbra frunzelor mari.
Personalitate: Tamarinul de aur este o maimuță sociabilă, trăiește în grupuri bine ierarhizate (8-10 membrii). Comunică prin țipete, emit un sunet specific pentru a-i anunța pe ceilalți membrii atunci când găsesc ceva de mâncare.Maimuța leu își desfășoară activitatea pe timpul zilei, la înălțime, în coroana copacilor înalți din pădurea tropicală.Pe timpul nopții doarme.
Înmulțire: Femela poate să aibă pui după vârsta de 2 ani.Cel mai des,are pui doar femela dominantă din grup.Ceilalți membrii o ajută în creșterea puilor.Maimuța leu roșcată se împerechează, de obicei, într-o singură perioadă a anului.Puii se nasc între lunile septembrie și ianuarie.Femela naște 1 sau 2 pui,și în unele cazuri 3 pui.Gestația durează aproximativ 130 de zile.
Alimentație: Această maimuță se hrănește în mod special cu fructe tropicale și flori, în unele cazuri vânează reptile,se hrănesc și cu ouă și insecte.
Speranța de viață: Maimuța leu trăiește în medie 11 ani, în captivitate speranța de viață este mai pozitivă, ele pot ajunge la 15 ani.
Aspect și dimensiuni: Maimuța leu are părul lung, catifelat și strălucitor.Coama din jurul gâtului o aseamănă cu leul, și datorită ei maimuța a primit numele.Corpul său atletic îi oferă multă mobilitate, și se poate deplasa cu ușurință de la un copac la altul.Dimensiuni: capul și trunchiul au 20-34 cm, coada 32-40 cm.Greutatea este cuprinsă între 700 g și 1 kg.